# Chinchilla chinchilla
Chinchilla chinchilla és una espècie de xinxilla en perill d'extinció. És originària dels Andes de Xile, el Perú i Bolívia. En el passat foren perseguides pel seu pelatge luxós, causant que es tornessin molt més rares.